# Lothar Grziwok
Lothar Grziwok (* 23. November 1927 in Oberschlesien), auch „Lotze“ genannt, ist ein ehemaliger deutscher Fußballspieler.

## Karriere
Der gebürtige Oberschlesier spielte zunächst als Jugendlicher für die Reichsbahn SG Gleiwitz aus der gleichnamigen Stadt, anschließend, von 1944 bis 1945, im Seniorenbereich für den in der gleichnamigen Stadt ansässigen Beuthener SuSV 09 in der zweitklassigen 1. Klasse Oberschlesien, bevor es ihn nach dem Ende des Zweiten Weltkrieges ins hohenzollerische Hechingen zum SV Hechingen verschlug. Dort spielte er zuletzt, 1948/49, in der Gruppe Nord in der seinerzeit zweitklassigen Verbandsliga Südwürttemberg und trug somit zum Aufstieg in die Oberliga Südwest, Gruppe Süd bei.
In der Saison 1949/50 war er für die Stuttgarter Kickers in 27 Punktspielen in der Oberliga Süd aktiv und erzielte für die Mannschaft acht Tore. Mit dem Abstieg in die 2. Oberliga Süd 1950/51 verließ er den Verein und wechselte zum FC Bayern München, für den er allerdings auch nur eine Saison lang spielte und in 12 Punktspielen ein Tor erzielte. Sein Debüt gab er am 15. Oktober 1950 (9. Spieltag) bei der 2:3-Niederlage im Auswärtsspiel gegen Kickers Offenbach; sein einziges Oberligator für die Bayern gelang ihm am 26. März 1951 (30. Spieltag) bei der 2:3-Niederlage im Auswärtsspiel gegen den VfR Mannheim mit dem Treffer zum 1:1 in der elften Minute.
Anschließend, ab der Saison 1951/52, bestritt er drei Spielzeiten für den zuvor in die 2. Oberliga Süd abgestiegenen SSV Reutlingen 05 in dieser, bevor er mit der Mannschaft – am Saisonende 1953/54 – wieder in die Oberliga Süd zurückkehrte. Mit 19 Saisontoren in 30 Oberligaspielen in der Saison 1954/55 trug Grziwok zum zweiten Platz in der Meisterschaft und zum Einzug der Reutlinger in die 1. Qualifikationsrunde zur deutschen Meisterschaft 1954/55 bei. Nach der 0:3-Niederlage gegen den SV Sodingen verpasste er mit dem SSV Reutlingen durch die 1:2-Niederlage gegen Wormatia Worms, bei der er am 8. Mai 1955 im Stadion Oberwerth in Koblenz den Anschlusstreffer für den SSV Reutlingen erzielte, den Sprung unter die letzten acht Mannschaften im Kampf um die deutsche Meisterschaft. Die Folgesaison endete für ihn und seine Reutlinger mit dem Abstieg. Am Saisonende 1956/57 gelang ihm mit seiner Mannschaft der direkte Wiederaufstieg. In den letzten beiden Spielzeiten bestritt er 20 Punktspiele, in denen er fünf Tore erzielte; insgesamt bis 1959 35 Tore in 80 Oberligaspielen.

## Sonstiges
Seine Tochter Renate heiratete 1982 den deutschen Journalisten und Fernsehmoderator Claus Kleber.